# Im Kampf mit dem Berge

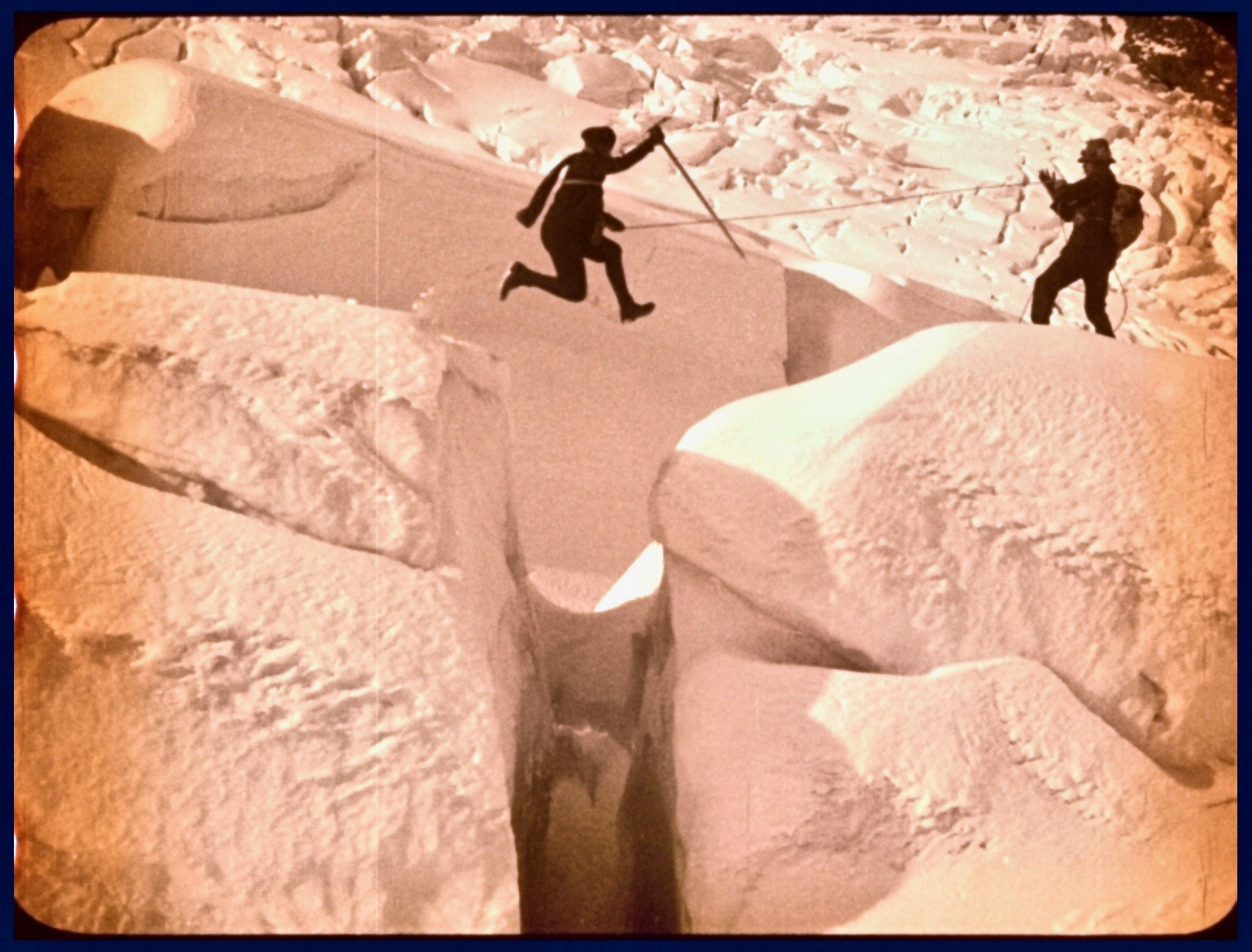
Standbild aus dem Dokumentarfilm – Ilse Rohde springt über eine Gletscherspalte, am Seil gesichert von Schneider. Rohde hatte vor dem Dreh keinerlei Erfahrung im Hochgebirge.

Im Kampf mit dem Berge, alternativ In Sturm und Eis. Eine Alpensymphonie in Bildern, ist ein im Oktober 1920 entstandener deutscher Stummfilm von Bergfilm-Pionier Arnold Fanck, der die Besteigung des 4.533 Meter hohen Liskamm (früher Lyskamm) durch die Bergsteiger Hannes Schneider und Ilse Rohde zeigt. Der Dokumentarfilm wurde in drei Drehtagen für 4.000 Franken Herstellungskosten mit einer Handkurbelkamera gedreht. Ursprünglich war der Film als Dreiteiler geplant, jedoch wurde nur der erste Teil (In Sturm und Eis) realisiert.

## Handlung
Der Bergsteiger Hannes Schneider will im Gletschergebiet um Matterhorn und Monte Rosa den Liskamm besteigen. Er überredet Ilse Rohde, ihn zu begleiten. Am darauffolgenden Tag brechen sie gemeinsam in der Morgendämmerung von der Bétempshütte (heute Monte-Rosa-Hütte) auf. Sie arbeiten sich langsam mit Pickel und Seil durch die imposante Gletscherwelt. Der Weg ist gefährlich, da die bis zu 100 Meter tiefen Gletscherspalten von Neuschnee überdeckt sein können. Ihr Weg kreuzt schließlich eine besonders mächtige Gletscherspalte, die ihr weiteres Vordringen in die Eiswelt zu verhindern droht. Ihnen bleibt nichts anderes übrig, als sich in den Schlund des Gletschers hinab zu seilen. Unten können sie einen Blick in den Bauch des Gletschers werfen. Nachdem sie auf der anderen Seite der Schlucht wieder hinauf geklettert sind, setzen sie ihren Marsch durch das ewige Eis fort. Auf dem Felikjoch auf 4290 Meter legen sie eine erste Rast ein.
Sie wandern weiter über hunderte von Eisstufen und erreichen schließlich den Kamm auf 4530 Metern. Tief unten über der Po-Ebene türmen sich die Wolken und bieten ein beeindruckendes Schauspiel. In den letzten Sonnenstrahlen beginnen die Bergsteiger den Abstieg über eine Eiswand auf 4400 Metern Höhe. Als die Nacht hereinbricht, bietet nur noch das Mondlicht Orientierung. Während des weiteren Abstiegs gerät Ilse in eine Gletscherspalte, als sie auf eine scheinbar tragfähige Schneedecke tritt. Nur gehalten durch das Seil ihres Partners übersteht sie dies jedoch unversehrt. Gerade noch rechtzeitig vor dem einsetzenden Wettersturz, der von Italien herüberzieht, schlagen sie ihr Nachtlager unter einem Felsvorsprung auf.
Am nächsten Morgen strahlt die Sonne über tiefem Neuschnee. Die Bergsteiger setzen ihren Weg durch das Gletscherlabyrinth fort und erreichen schließlich den Fuß des Berges. Während Ilse weiter hinunter nach Zermatt geht, bleibt Hannes auf der Hütte.

## Filmmusik

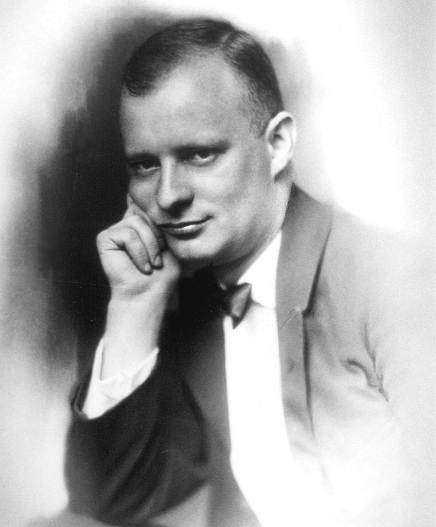
Paul Hindemith, 1923

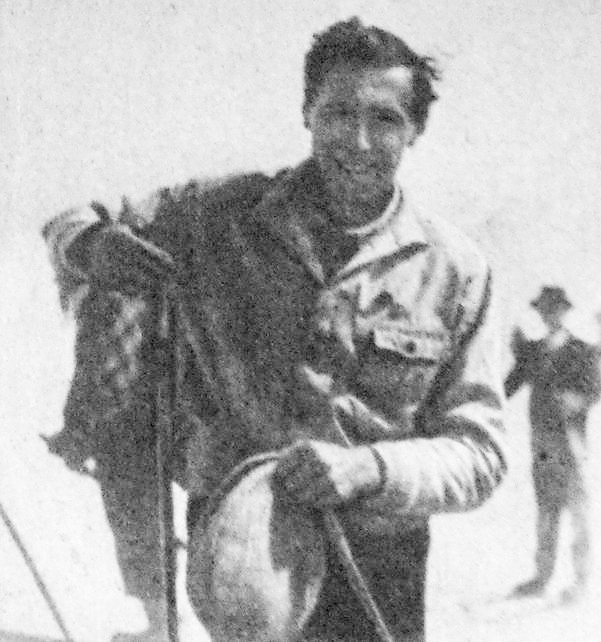
Hauptdarsteller Hannes Schneider (in Japan, 1930)

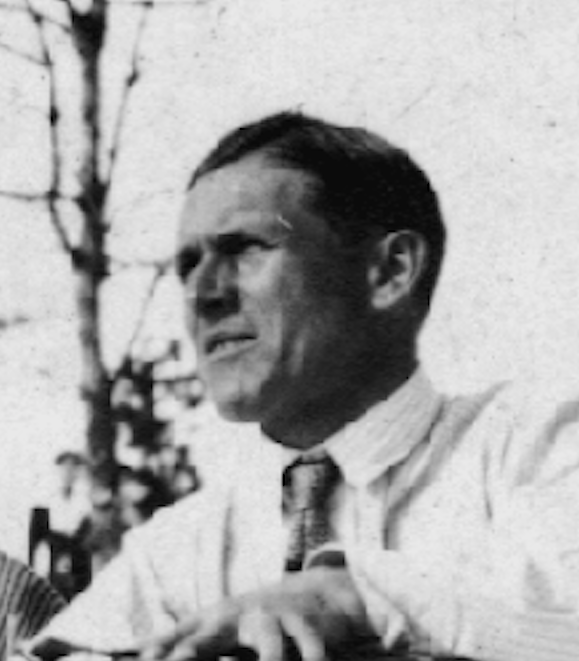
Kameramann Sepp Allgeier, ein Bergfilm-Pionier, musste die Kameraausrüstung mangels Team selbst auf den Berg tragen und war am dritten Drehtag am Ende seiner Kräfte

Arnold Fanck schnitt den Film im Sommer 1921 in Meran und traf dort mit Paul Hindemith zusammen, der sich zufällig dort aufhielt. Fanck zeigte ihm den Film in einer ersten Fassung, woraufhin Hindemith seine Mitarbeit anbot. Er schrieb die Musik in weniger als zwei Wochen für Salonorchester und überreichte Fanck ein mit „Paul Merano“ signiertes Exemplar.

„Als [Hindemith] mit der ganzen Komposition fertig war und sie mir auf dem Klavier vorspielte, da wurde mir plötzlich ganz klar, dass meine Bilder durch die Musik stark in der Wirkung erhöht wurden. Das war jedenfalls das erste Mal, dass ein Film eine Originalkomposition bekam.“

Bei der Premiere im Kino U.T. Friedrichstraße in Berlin am 22. September 1921 wurde die Musik jedoch nicht gespielt, angeblich, weil nicht genügend Vorbereitungszeit zur Verfügung gestanden hatte. Wahrscheinlicher ist jedoch, dass lieber auf eigene Kompositionen zurückgegriffen wurde, um Tantiemen zu sparen. Wie oft die Musik Hindemiths damals zum Film aufgeführt wurde, ist nicht mehr nachzuvollziehen.
Nachdem die Partitur 1963 im Nachlass des Komponisten aufgefunden worden war und in den 1980er Jahren eine Kopie des Films in Moskau aufgetaucht war, wurde die Partitur wieder zusammen mit dem Film aufgeführt, allerdings nur in gekürzter Version entsprechend dem vorhandenen Filmmaterial. Mit der neuerlichen Vereinigung von Musik und Bild konnte die Musik erstmals im Kontext zum Bild betrachtet werden. Dazu der ehemalige Leiter des Hindemith-Instituts, Giselher Schubert: „Hindemith stützt sich auch auf absolut-musikalische Formen, wie etwa auf die der Passacaglia, die sich nach ihren eigenen Gesetzen entwickelt und den Film weniger musikalisch illustriert als vielmehr kontrapunktiert. Solche Formen rechtfertigen auch eine separate Aufführung der Filmmusik.“

## Filmfassungen
Der Film war lange Zeit nur in einer gekürzten Schwarz-Weiß-Fassung mit abweichenden Zwischentiteln verfügbar, die sich im Moskauer Filmarchiv Gosfilmofond erhalten hatte. Der Ursprung dieser Fassung ist unklar, jedoch ist denkbar, dass sie Ende der 1920er Jahre entstand, als die UFA die Rechte an Fancks Sport- und Bergfilm GmbH aufgekauft hatte. Möglicherweise wollte die UFA den Film neu auswerten und brachte ihn in einer neuen Fassung heraus. Diese eher dokumentarische Fassung ist gegenüber der Originalversion um ca. 400 Meter gekürzt (ca. 23 Minuten bei 18 fps) und enthält statt der ursprünglichen 58 Zwischentitel 78 Titel, die den Film vor allem sportlich kommentieren. Durch die Beschlagnahmung von großen Teilen des Reichsfilmarchivs nach dem Zweiten Weltkrieg landete die Kopie in Moskau, wo sie erst in den 1980er Jahren identifiziert wurde.
Da sich keine Zensurkarte des Films erhalten hatte, hatte man keine Vorstellung von der Originalfassung des Films. Allerdings waren die ursprünglichen Zwischentitel als stichwortartige Notizen in der Originalpartitur von Paul Hindemith im Frankfurter Hindemith-Institut erhalten, in der die 58 Zwischentitel minutengenau notiert und zum großen Teil mit Stichworten versehen sind. So war klar, dass die Originalfassung mehr dem Erzählduktus einer „romantisch inspirierten Bergmystik“ entsprach als dem des vorliegenden sportlichen Dokumentarfilms.
Anlässlich der Neueinspielung der Filmmusik fand eine intensive Recherche nach weiterem Filmmaterial in internationalen Filmarchiven statt. Das Ergebnis waren zwei Funde in Wien und Berlin, mit denen eine fast vollständige Rekonstruktion des Films möglich war. Mit der neu entdeckten kolorierten Nitrokopie aus dem Filmarchiv Austria mit fast vollständigen Zwischentiteln (Länge: 1.253 Meter, ca. 61 Minuten) und einer Schwarz-Weiß-Kopie mit 28 Zwischentiteln aus dem Filmarchiv des Bundesarchivs in Berlin (Länge: 896 Meter, knapp 44 Minuten) konnte eine Version erstellt werden, bei der nur 300 Meter, also etwa 15 Minuten fehlen. Das Filmmaterial aus Wien wurde hochauflösend in 2K gescannt und mit den anderen Kopien verglichen. Fehlende Passagen wurden ergänzt und nach dem Farbkonzept der Wiener Kopie digital eingefärbt.

## Produktion
Der Film wurde mit minimalem Aufwand gedreht, was in extrem geringen Gesamtkosten von etwa 4.000 Schweizer Franken resultierte, nach heutiger Kaufkraft ca. 21.000 Franken. Neben den beiden Hauptdarstellern Rohde und Schneider waren nur Fanck als Regisseur und Sepp Allgeier als Kameramann beteiligt. Laut Fancks Memoiren war Allgeier, der während der Dreharbeiten die Handkurbelkamera auf den Liskamm tragen musste, am Schluss des dritten Drehtags am Ende seiner Kräfte. Nur Ilse Rohde, die laut dem Regisseur keinerlei hochalpine Erfahrung hatte, sei von den Vieren am Ende des Drehs noch bei Kräften gewesen und habe schließlich am letzten Abend noch ein gemeinsames Essen zubereitet. Fanck beschreibt Szenen, nach denen das Team gemeinsam, durch ein vierzig Meter langes Seil verbunden und gesichert, in weitgehender Dunkelheit durch große Gletscherspalten gegangen sei – wobei Fanck bedauerte, dass diese Szenen nicht filmbar gewesen seien. Er beurteilte die Dreharbeiten als „eine der tollsten Schindereien, die ich bei meinen Filmen mitmachen musste“. Fanck verkaufte den Film an die UFA für einen Betrag, den er nachträglich mit „wenigstens 160 000 Schweizer Franken“ angab, etwa das 40-fache der gesamten Produktionskosten und nach heutigem Geldwert etwa 860.000 Franken. Er führte das auf den großen Erfolg seines vorigen Films Das Wunder des Schneeschuhs zurück.

## Kritik

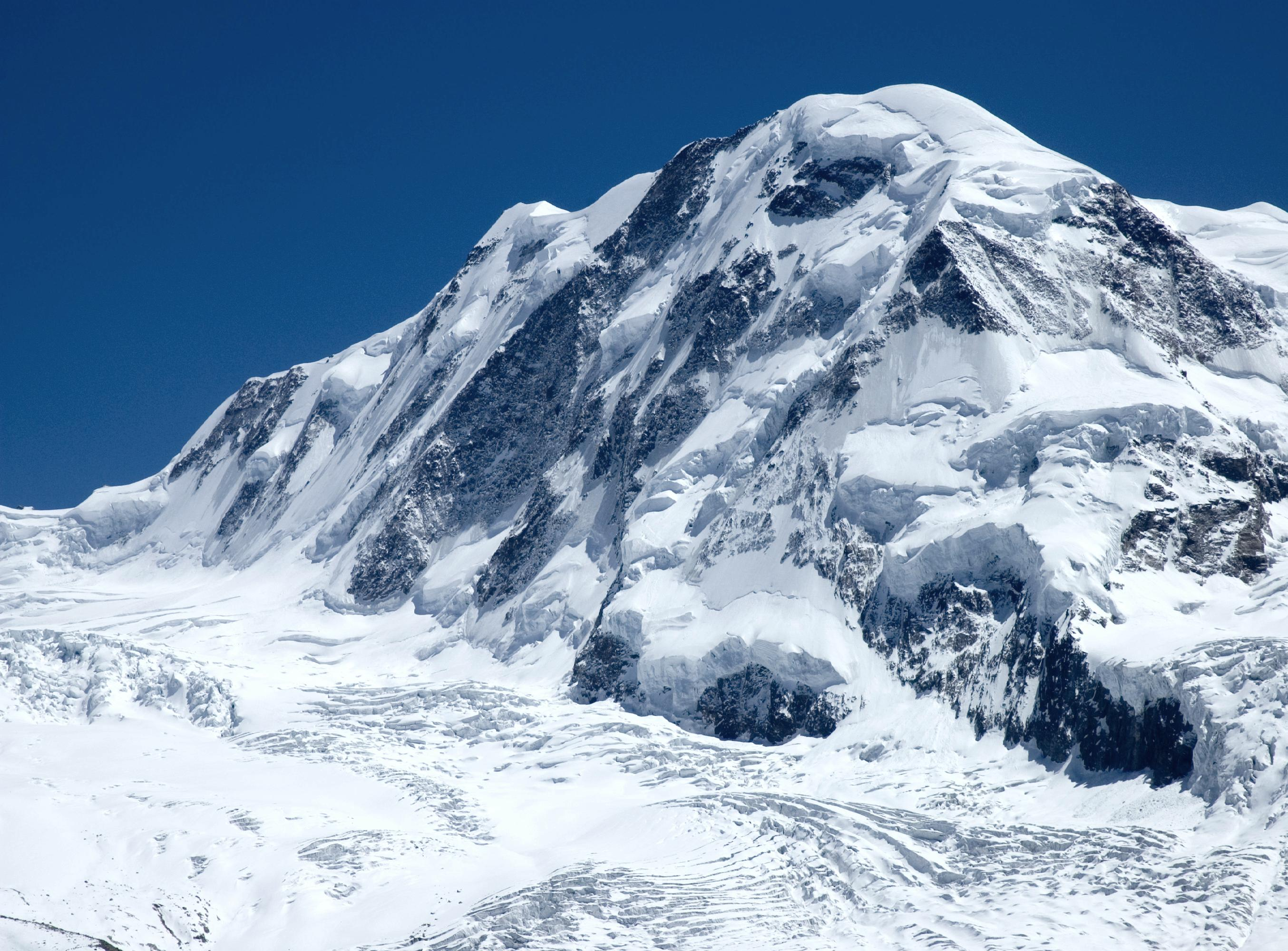
Die rund 1.000 m hohe Nordost-Wand des Liskamm, darunter der Grenzgletscher. Die im Bild zu erkennende Struktur von links hinten nach rechts vorn ist der perspektivisch verkürzte, etwa 5 km lange Bergkamm bzw. Gipfelgrat des Bergs. Der Film wurde auf dem Grenzgletscher im Vordergrund, auf der weniger steilen, hier nicht sichtbaren Rückseite und im Gipfelbereich gedreht.

„Was da an stäubenden Schneefahnen, glitzernden Eisgraten und an fröhlicher Freude am Aufstieg zu einem Gipfel der Walliser Eisriesen an meinen trunkenen Augen vorüber glitt, riss mit einem Schlage alle schönen Erinnerungen meines bisherigen Lebens auf und begeisterte mich derart, dass ich das Filmtheater nicht verließ, sondern sitzen blieb, um mir den Film noch einmal anzusehen, so sehr hatte er mich verzaubert.“

„Die gewaltige Alpensymphonie in Bildern, über die wir unsere Freiburger Korrespondentin schon berichten ließen, erschüttert und ergreift nun im Tauentzienpalast die Herzen der Zuschauer. Über die unendliche Schönheit und Majestät der schneebedeckten Bergriesen, über das Grauen ihrer Schlunde und Muränen, über den Triumph menschlichen Mutes, der diese Höhenwelt bezwingt, ist schwer ‚Filmkritik‘ zu schreiben. Man möchte nur wünschen, daß recht, recht viele an dem Erlebnis dieses Films teilnehmen.“

„Jedermanns Sache ist es sicher nicht, dem Gletschereis mit der Spitzhacke zuleibe zu gehen, – welch ein unermeßlicher Wert liegt daher in diesem Anschauungsfilm, der das Brausen des Schneesturms ebenso getreu photographiert, wie er sich zum Dolmetsch der unsagbar feierlichen Stille der Eisgrate macht! […] Die photographische Festhaltung der alpinen Majestät, die nahezu verworfen anmutende Überheblichkeit der schwachen menschlichen Kreatur über die Wolken hinaus, die stolze Siegesempfindung des zitternden Menschenherzens, wenn es viertausend Meter über allen grauen Sorgen pochen darf, – das alles sind so gewaltige Momente dieses Filmes, so läuternde Emanationen unverfälschter Erhabenheit, daß der erzeugenden Firma auch für die neue Leistung vollste Anerkennung gezollt werden muß.“

„Diese Bilder, die nach all den Jahren nichts von ihrer Suggestivkraft verloren haben, inspirierten einen der bedeutendsten deutschen Komponisten des 20. Jahrhunderts, Paul Hindemith, zu einer regelrechten ‚Alpensymphonie‘. Ihr Farbenreichtum untermalt nicht nur, sie setzt dramaturgische Akzente, die dem dokumentarisch gehaltenen Film zu besonderen Spannungsmomenten verhelfen. Die Wirkung ist unvergleichlich, wuchtig und packend und kommt ohne das aufgesetzte Pathos aus, das spätere Bergfilme in Handlung und Begleitmusik oft aufweisen.“